# Karl Bohnenberger
Karl Bohnenberger (* 26. August 1863 in Riedbach; † 29. Oktober 1951 in Tübingen) war ein deutscher Germanist und Bibliothekar.

## Leben und Wirken
Karl Bohnenberger wurde als ältestes Kind des Pfarrers Heinrich Bohnenberger und seiner Frau Sophie, geb. Berg, in Riedbach geboren. 1872 zog die Familie nach Flacht, wo der Vater die Pfarrstelle antrat. Nach dem Besuch des Gymnasiums in Stuttgart und der Seminare Maulbronn und Blaubeuren studierte er an der Universität Tübingen Theologie und Germanistik und erwarb hier im Jahre 1886 den Doktorgrad („Die Ortsnamen des schwäbischen Albgebiets nach ihrer Bedeutung für die Besiedlungsgeschichte“). 1886 bestand er die erste, 1888 die zweite theologische Dienstprüfung. Seit 1882 war er Mitglied der Studentenverbindung Tübinger Königsgesellschaft Roigel (1933–1935 Tübinger Burschenschaft Roigel in der DB).
Nach dem Vikariat, das er in Warmbronn und Renningen absolvierte, erhielt er im Mai 1887 seine erste Anstellung als Hilfslehrer am Obergymnasium in Heilbronn. Von 1888 bis 1921 war er als Bibliothekar an der Universitätsbibliothek Tübingen tätig, die er 1920/21 für einige Monate als Direktor leitete. 1892 erfolgte die Habilitation; seit 1893 lehrte neben seiner Bibliothekarstätigkeit Germanistik an der Universität Tübingen, zunächst als Privatdozent, seit 1899 als außerordentlicher Professor. bzw. Honorarprofessor (1912). 1921 wurde er an dieser Universität ordentlicher Professor für deutsche Sprache, Literatur und Volkskunde bis zu seinem Ruhestand 1930.
Das Forschungsgebiet Bohnenbergers lag vor allem in der Mundart-, Orts- und Flurnamenforschung im schwäbisch-alemannischen Raum. Außerdem wirkte er bei der amtlichen Landesbeschreibung mit und begründete das württembergische Flurnamenarchiv.
Karl Bohnenberger war ein Urenkel des bedeutenden Tübinger Astronomen Johann Gottlieb Friedrich von Bohnenberger (1765–1831). Sein Großvater Johannes Berg war Leibarzt des Fürsten zu Hohenlohe-Langenburg und später Oberamtsarzt in Langenburg.

## Schriften (Auswahl)
- Geschichte der schwäbischen Mundart im XV. Jahrhundert, Band 1. Laupp, Tübingen 1892 (Habilitationsschrift).
- Der altindische Gott Varuna nach den Liedern des Ṛgveda. Eine religionsgeschichtliche Untersuchung. Laupp, Tübingen 1893.
- Römische Ortsbezeichnung in Süddeutschland insbesondere in Württemberg. In: Württembergische Vierteljahreshefte für Landesgeschichte, N.F. 8 (1899), S. 1–11.
- Die alemannisch-fränkische Sprachgrenze vom Donon bis zum Lech. Winter, Heidelberg 1905.
- Die Mundart der deutschen Walliser im Heimattal und in den Außenorten. Huber, Frauenfeld 1913 (Beiträge zur Schweizerdeutschen Grammatik, Band 6) (Digitalisat).
- Die Mundart des südwestlichen Württembergs. In: Württembergische Jahrbücher für Statistik und Landeskunde, Jg. 1917/18, S. 18–57.
- Die heim- und weiler-Namen Alemanniens. Mit einem Anhange über die ingen-Namen. In: Württembergische Vierteljahreshefte für Landesgeschichte, N.F. 31 (1925), S. 1–28.
- Zu den Ortsnamen. In: Germanica. Eduard Sievers zum 75. Geburtstage, 25. November 1925. Niemeyer, Halle an der Saale 1925, S. 129–202.
- Zum Ortsnamen Murrhardt. In: Peter Goessler (Hrsg.): Württembergische Studien. Festschrift zum 70. Geburtstag von Professor Eugen Nägele. Silberburg-Verl., Stuttgart 1926, S. 212–222.
- Die Ortsnamen Württembergs in ihrer Bedeutung für die Siedlungsgeschichte. Verlag des Schwäbischen Albvereins, Tübingen 1927.
- Die Mundarten Württembergs. Eine heimatkundliche Sprachlehre. Silberburg, Stuttgart 1928 (Schwäbische Volkskunde, Band 4).
- Über die Ortsgrenze des Alemannischen. Tatsächliches und Grundsätzliches. In: Beiträge zur Geschichte der deutschen Sprache und Literatur, Band 52/2 (1928), S. 217–291.
- Grundsätzliches zu den deutschen Ortsnamen. In: Germanisch-romanische Monatsschrift, Band 18 (1929), S. 321–336.
- Von der Mundart um die Iller. In: Württembergische Jahrbücher für Statistik und Landeskunde, Jg. 1929/1930, S. 136–144.
- Die schwäbisch-fränkische Sprachgrenze um Jagst und Kocher. In: Württembergische Jahrbücher für Statistik und Landeskunde, Jg. 1932/1933, S. 19–52.
- Alemannische Festtagsnamen. In: Felix Genzmer (Hrsg.): Festschrift Paul Kluckhohn und Hermann Schneider. Gewidmet zu ihrem 60. Geburtstag. Mohr, Tübingen 1948, S. 468–497.
- Zur Gliederung Altschwabens in Hundertschaften, Landstriche und Grafschaften sowie zu deren Benennungsweise. In: Zeitschrift für württembergische Landesgeschichte, Jg. 10 (1951), S. 1–28.
- Die Alemannische Mundart. Umgrenzung, Innengliederung und Kennzeichnung. Mohr, Tübingen 1953 (Digitalisat).